# 聂震宁
聂震宁（1951年—），男，汉族，江苏南京人，中华人民共和国作家、出版工作者、政治人物，中国出版集团公司总裁、党组副书记，第十届、第十一届、第十二届全国政协委员。

## 生平
1988年毕业于北京大学中文系。2008年，当选第十一届全国政协委员，代表新闻出版界，分入第四十四组。并担任文史和学习委员会专委。